# Jules de Crombrugghe de Looringhe
Georges Victor Herman Auguste Jules Louis Jacques Félix Marie de Crombrugghe de Looringhe (Stockholm, 12 maart 1841 - Brugge, 21 juli 1922) was een Belgisch senator.

## Biografie

### Familie
Baron Jules de Crombrugghe (toevoeging 'de Looringhe' vanaf 1885) was een zoon van baron Victor de Crombrugghe de Looringhe (1813-1849) en Herminie de Crombrugghe de Beaupré (1813-1867). Hij trouwde in 1865 in Brugge met Marie de T'Serclaes de Wommersom (1845-1915).
Hij was een schoonbroer van baron Octave van Caloen de Basseghem, burgemeester van Varsenare.

### Loopbaan
Na studies bij de jezuïeten in Parijs promoveerde De Crombrugghe de Looringhe tot doctor in de rechten aan de Katholieke Universiteit Leuven (1863) en vestigde zich enkele maanden als advocaat in Brugge (1863-1864). Hij had toen nog de Luxemburgse nationaliteit en opteerde voor de Belgische. In 1868 werd hij opgenomen in de Belgische adel met de titel van baron voor hem en al zijn nakomelingen.
In 1866 werd hij verkozen tot provincieraadslid van West-Vlaanderen voor het kanton Torhout en bleef dit tot in 1882.
In 1875 werd hij gemeenteraadslid en schepen van Brugge, mandaten die hij bekleedde tot in 1900.
In 1882 werd hij verkozen tot katholiek senator voor het arrondissement Brugge en vervulde dit mandaat tot in 1900.
Hij was verder ook nog:
- medestichter van de Eigenaars- en Landbouwersbond,
- voorzitter van de kerkfabriek van Sint-Gillis in Brugge,
- lid en proost van de Edele Confrérie van het Heilig Bloed,
- ondervoorzitter van de katholieke kiesvereniging La Concorde.